# Rakalj
Rakalj est une localité de Croatie située en Istrie, dans la municipalité de Marčana, dans le comitat d'Istrie. En 2001, la localité comptait 487 habitants.

## Démographie
| 1948  | 1953 | 1961 | 1971 | 1981 | 1991 | 2001 |
| ----- | ---- | ---- | ---- | ---- | ---- | ---- |
| 1 000 | 898  | 774  | 640  | 564  | 502  | 487  |